# Knättens naturreservat
Knättens naturreservat är ett naturreservat i Härjedalens kommun i Jämtlands län.
Området är naturskyddat sedan 2021 och är 98 hektar stort. Reservatet ligger öster om Sveg och består av tallskog och våtområden. 